# Nagori Sihalpe
Nagori Sihalpe is een bestuurslaag in het regentschap Simalungun van de provincie Noord-Sumatra, Indonesië. Nagori Sihalpe telt 529 inwoners (volkstelling 2010).